# Pudelpointer
För andra betydelser, se Pudel (olika betydelser).
Pudelpointer är en stående fågelhund från Tyskland som framavlades på 1880-talet av baron Sigismund von Zedlitz und Neukirch (1838-1903) som också var en av initiativtagarna till att förädla och renavla strävhårig vorsteh. Rasen bygger på engelsk pointer med viss inkorsning av pudel/barbet och påminner om en strävhårig vorsteh eller griffon d'arret à poil dur (korthals griffon), som båda har liknande tillkomsthistoria. Den ursprungliga avelsbasen skall ha bestått av ett 90-tal pointer och sju pudel/barbet.